# Strzępka infekcyjna

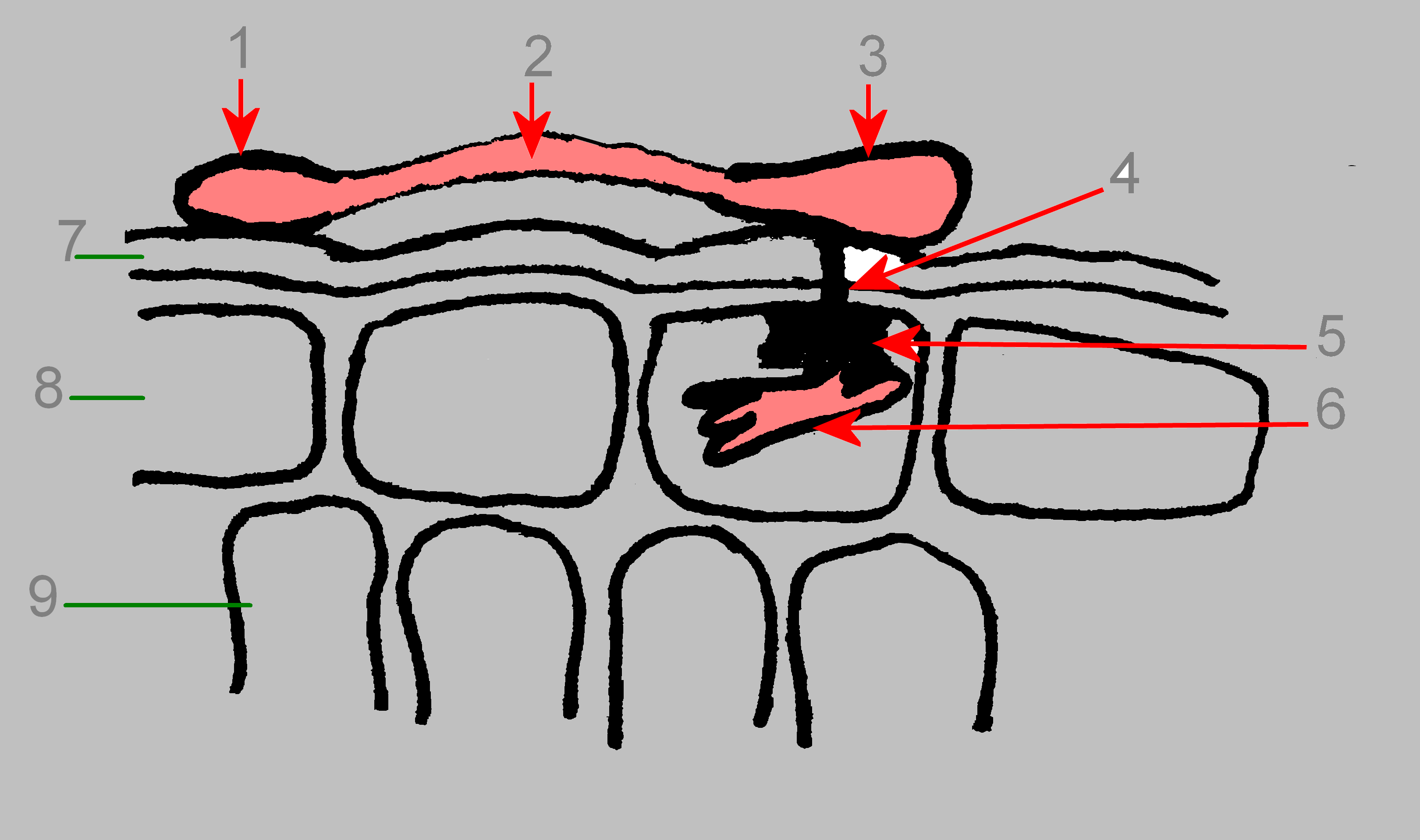
Schemat infekcji rośliny przez grzyba: 1 – zarodnik, 2 – strzępka rostkowa, 3 – appressorium, 4 – strzępka infekcyjna, 5 – rozszerzenie, 6 – ssawka, 7 – kutykula, 8 – epiderma, 9 – miękisz palisadowy

Strzępka infekcyjna – u grzybów jest to strzępka wytwarzana przez kiełkujący zarodnik, za pomocą której dokonuje on infekcji – wniknięcia do zaatakowanego organizmu. U niektórych grzybów strzępką infekcyjną jest strzępka rostkowa – pierwsza strzępka wyrastająca z zarodnika, u niektórych odbywa się to pośrednio. Najpierw na końcu strzępki rostkowej powstaje appressorium, za pomocą którego kiełkujący zarodnik przymocowuje się do zaatakowanej rośliny, potem dopiero z appressorium wyrasta strzępka infekcyjna.
Strzępka infekcyjna ma specjalne przystosowana do zainfekowania organizmu. Ma zaokrąglony wierzchołek i jest cienka, dzięki czemu łatwo może się przecisnąć. Na jej wierzchołku brak ściany komórkowej, co ułatwia wydzielanie na zewnątrz enzymów litycznych. Wnikanie strzępki infekcyjnej do komórek roślinnych odbywa się za pomocą dwóch procesów:
- nacisku wywieranego przez szybko rosnącą strzępkę infekcyjną,
- rozpuszczania przez enzymy lityczne kutykuli i ściany komórkowej. Do enzymów wytwarzanych przez strzępkę infekcyjną należą: esteraza kutynowa, penrynazy, celulazy, hemicelulazy, enzymy lignolityczne, enzymy proteolityczne, enzymy rozkładające cukry i lipidy. Ten proces odgrywa zasadniczą rolę w infekcji[2].

Po przebiciu się przez kutykulę i ścianę komórkową strzępka infekcyjna rozwija się w grzybnię o typowych strzępkach. Zwiększa swoją objętość i wytwarza na różne strony strzępki, które rozwijają się w przestworach międzykomórkowych tkanki miękiszowej gospodarza. Dochodzi do nawiązania pełnego kontaktu między pasożytem i gospodarzem.
Wśród grzybów pasożytniczych wyróżnia się dwa ich rodzaje:
- pełne endobionty, których grzybnia wnika do komórek zaatakowanego organizmu,
- częściowe endobionty, u których większość grzybni rozwija się na powierzchni zaatakowanego organizmu (np. mączniakowce)[2].